# 救难直升机
《救难直升机》是由威爾·萊特设计的第一款电子游戏。由Brøderbund公司于1984年在Commodore 64发行，之后于1985年移植至FC游戏机和MSX。
玩家控制着一个直升机，从航空母舰出发，对一片陆地进行攻击。